# Szkółka leśna
Szkółka leśna – obszar ziemi, często podzielony na poletka, z wysianymi lub wysadzonymi roślinami, w celu produkcji sadzonek drzew leśnych.

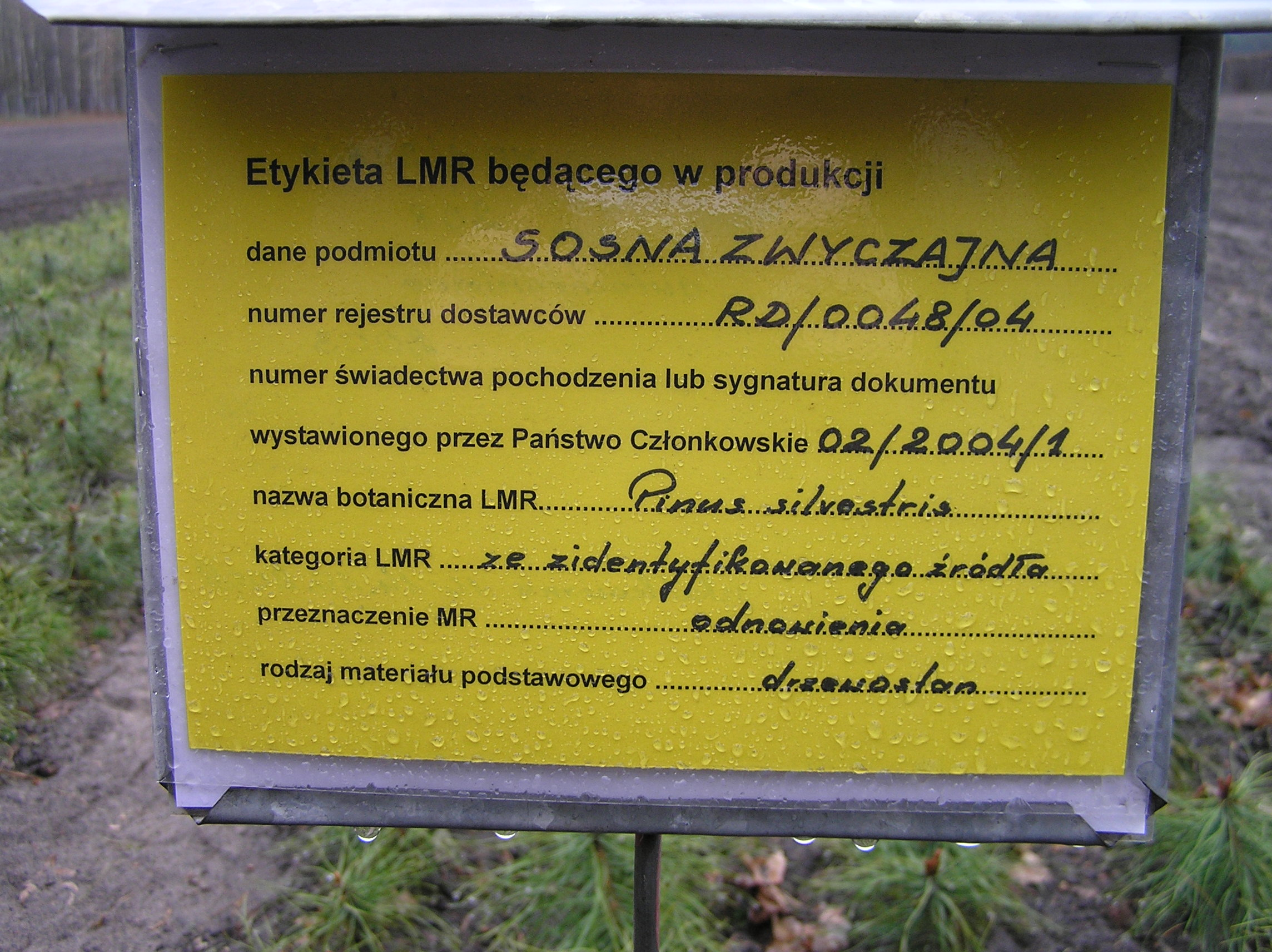
Etykieta leśnego materiału rozmnożeniowego na szkółce leśnej Nadleśnictwa Białowieża
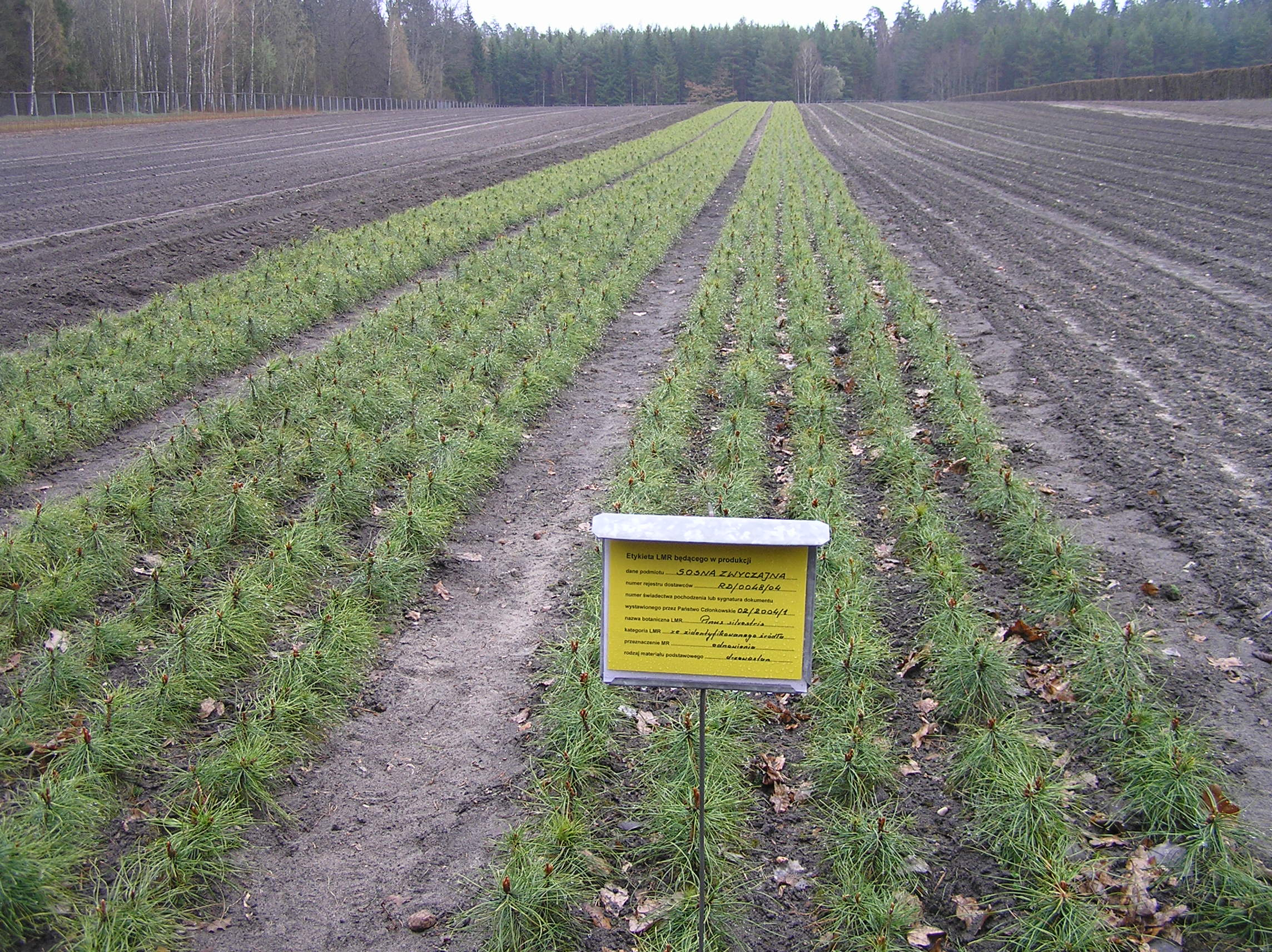
Pas zasiany sosną pospolitą na szkółce leśnej Nadleśnictwa Białowieża